# Neopatrimonialismus
Unter Neopatrimonialismus wird ein, besonders häufig in Afrika anzutreffender, Herrschaftstyp bezeichnet, der (in Anlehnung an Max Webers Herrschaftstypologie) als eine Mischform aus klassisch patrimonialer und legal-rationaler Herrschaft angesehen werden kann. Als Regimetyp ist er zwischen Autokratie und Demokratie anzusiedeln. Kennzeichnende Bestandteile des Neopatrimonialismus sind Klientelismus und politische Patronage.

## Definition
In der Weberschen Herrschaftstypologie ist der Patrimonialismus (als Untertyp der traditionalen Herrschaft) gekennzeichnet durch die Unterwerfung unter die Autorität einer Person, die durch Tradition und einen (militärischen) Verwaltungsstab ausgeübt wird. Unter rational-legaler Herrschaft ist die Willkür einer Person durch eine unpersönliche Ordnung (Bürokratie) und die Trennung von privater und öffentlicher Sphäre ersetzt.
In neopatrimonialen Systemen finden sich Elemente beider Typen. Die öffentlichen Regeln (Gesetze und Normen) sind zwar formalisiert, ihre praktische Ausübung aber meist persönlich und auf informeller Ebene vermittelt. Das Hin und Her zwischen beiden ‚Logiken‘ bedingt eine andauernde Verhaltens- und Erwartungsunsicherheit der Bevölkerung.

## Auswirkungen und Kennzeichen
Die persönliche Willkür, die auch in neopatrimonialen Systemen vorherrscht, hängt zusammen mit autoritärer Politik und der ineffizienten Wirtschaftsform der Rentenökonomie. Unter diesen Bedingungen verschafft erst das öffentliche Amt die Möglichkeit, auch ökonomisch erfolgreich zu sein. Klientelismus und politische Patronagebeziehungen sind die Folge.
Während im historischen, patrimonialen Klientelismus ein Patron einem Klienten ein knappes Gut wie Sicherheit, Vieh, Land, Wasser u. ä. gegen oft auch nur symbolische Dienste zur Verfügung stellte, werden im neopatrimonialen Klientelismus ebenfalls öffentliche Güter und Dienste wie Bildung, Kredite, Lizenzen und nicht zuletzt öffentliche Ämter vergeben, die einen deutlichen umverteilenden Effekt haben. Speziell der politische Klientelismus ist häufig anzutreffen, in dem Dienstleistungen und Mittel gegen politische Unterstützung wie beispielsweise Wählerstimmen (elektoraler Klientelismus) ,getauscht‘ werden.
Mit politischer Patronage bezeichnet man die nur bestimmten soziale Gruppen, in Afrika meist an Ethnien festgemachten, gewährten Vorteile, welche nicht-öffentlich und politisch motiviert sind. Weitverbreitete Korruption und Verwandtenbegünstigungen (Nepotismus) sind unter anderem die Folgen.

## Beispiele
Neopatrimoniale Regime sind zum Beispiel Eritrea, Kamerun, Kenia, Simbabwe, aber auch Indonesien, Kolumbien und die palästinensischen Autonomiegebiete. Auch Russland wird diesem Typ zugeordnet. In den Vereinigten Staaten zeichnet sich der Regierungsstil von Donald Trump während seiner zweiten Amtszeit durch eindeutig neopatrimoniale Tendenzen aus.